# Sherman P. Lloyd

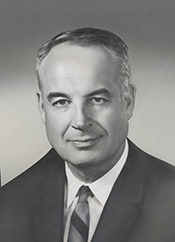
Sherman P. Lloyd

Sherman Parkinson Lloyd (* 11. Januar 1914 in St. Anthony, Idaho; † 15. Dezember 1979 in Salt Lake City, Utah) war ein US-amerikanischer Politiker. Zwischen 1963 und 1965 sowie zwischen 1967 und 1973 vertrat er den zweiten Wahlbezirk des Bundesstaates Utah im US-Repräsentantenhaus.

## Frühe Jahre und Aufstieg in Utah
Sherman Lloyd besuchte die öffentlichen Schulen in St. Anthony und in Rexburg. Danach studierte er bis 1935 an der Utah State University in Logan. Darauf folgte ein Jurastudium an der George Washington University, das er 1939 abschloss. Nach seiner im gleichen Jahr erlangten Zulassung zum Rechtsanwalt begann er in Salt Lake City zu praktizieren.  
Zwischen 1940 und 1962 war Lloyd Berater der Utah Retail Grocery Association, einer Einzelhandelsvereinigung in Utah. Politisch wurde er Mitglied der Republikanischen Partei. Von 1954 bis 1962 gehörte er dem Senat von Utah an. Dabei war er 1959 Präsident des Hauses und zwischenzeitlich Fraktionsleiter der republikanischen Senatoren. Lloyd war damals auch Mitglied des Regierungsrats von Utah und vertrat seinen Staat in einem gemeinsamen Ausschuss, in dem die Leiter der einzelnen Regierungsräte aller US-Bundesstaaten vertreten waren (Board of Managers of Council of State Governments). Zwischen 1961 und 1962 war er auch Mitglied einer Steuerkommission. In den Jahren 1960 bis 1966 war Lloyd Delegierter auf allen Parteitagen der Republikaner in Utah. Im gleichen Zeitraum war er einer der Direktoren der Beehive State Bank. Im Jahr 1960 war er Delegierter zur Republican National Convention, auf der Richard Nixon als Präsidentschaftskandidat nominiert wurde.

## Kongressabgeordneter
Im Jahr 1960 kandidierte Sherman Lloyd erstmals für das US-Repräsentantenhaus. Bei der Wahl unterlag er aber David S. King von der Demokratischen Partei. Zwei Jahre später wurde er dann als Nachfolger Kings in den Kongress gewählt, wo er zwischen dem 3. Januar 1963 und dem 3. Januar 1965 eine Legislaturperiode absolvierte. Im Jahr 1964 bewarb er sich nicht um eine Wiederwahl. Stattdessen kandidierte er innerhalb seiner Partei erfolglos um die Nominierung für den US-Senat. Sein Abgeordnetensitz ging inzwischen wieder an David King.
In den folgenden zwei Jahren war Lloyd wieder in Utah, wo er unter anderem Vizepräsident eines Geldinstituts (Prudential Federal Savings) war. Außerdem hielt er Vorlesungen an der University of Utah. Bei den Kongresswahlen des Jahres 1966 wurde er erneut in das US-Repräsentantenhaus gewählt. Nach einigen Wiederwahlen konnte er sein Mandat zwischen dem 3. Januar 1967 und dem 3. Januar 1973 ausüben. Im Jahr 1972 hatte er sich erneut um seine Wiederwahl beworben, war aber dem Demokraten Wayne Owens unterlegen.

## Weiterer Lebenslauf
Nach seiner Rückkehr aus Washington, D.C. hielt er zwischen 1973 und 1974 wieder Vorlesungen. Danach leitete er das Handelsministerium von Utah. Im Jahr 1976 kandidierte Sherman Lloyd erfolglos für den US-Senat. Danach wurde er Zeitungsverleger. Er starb im Dezember 1979 in Salt Lake City.